# 1835 (numero)
Milleottocentotrentacinque (1835) è il numero naturale dopo il 1834 e prima del 1836.

## Proprietà matematiche
- È un numero dispari.
- È un numero composto da 4 divisori: 1, 5, 367, 1835. Poiché la somma dei suoi divisori (escluso il numero stesso) è 373 < 1835, è un numero difettivo.
- È un numero semiprimo.
- È un numero nontotiente in quanto dispari e diverso da 1.
- È un numero intero privo di quadrati.
- È un numero odioso.
- È parte delle terne pitagoriche (1101, 1468, 1835), (1835, 4404, 4771), (1835, 67332, 67357), (1835, 336720, 336725), (1835, 1683612, 1683613).

## Astronomia
- 1835 Gajdariya è un asteroide della fascia principale del sistema solare

## Astronautica
- Cosmos 1835 è un satellite artificiale russo.